# Sauerstoff-Mehrschritt-Therapie
Die Sauerstoff-Mehrschritt-Therapie (SMT) ist ein auf Sauerstoff-Gabe beruhendes Behandlungsverfahren, das der Alternativmedizin zugerechnet wird. Bei einer Überprüfung durch einen Expertenausschuss wurde festgestellt, dass „keine belastbaren Nachweise für den Nutzen und medizinische Notwendigkeit“ dieser Therapie vorliegen.